# Shining Force II
Shining Force II (яп. シャイニング・フォースII 古えの封印 Сяинингу Фосу Цу: Инисиэ но Фуин, англ. Shining Force II: The Ancient Seal) — тактическая ролевая игра для приставки Sega Mega Drive, разработанная подразделением Sonic! Software Planning в 1993 году. Сюжетная линия игры напрямую не связана с оригинальной Shining Force, однако связь между этими двумя играми прослеживается в игре Shining Force Gaiden: Final Conflict для Game Gear.
Игра по продолжительности более длинная, чем первая, и здесь игроку даётся больше свободы действий. В игре отсутствует система деления на главы, и игрок может вернуться в любую часть мира, которую он посещал ранее. Для многих персонажей в игре есть два способа повышения.
Игра была выпущена для сервиса Virtual Console в Европе 3 октября 2008 года и в Северной Америке 6 октября того же года. Она также была включена в сборник Sonic's Ultimate Genesis Collection для платформ Xbox 360 и PlayStation 3,. С 2010 года игра доступна в составе сборника SEGA Mega Drive and Genesis Classics для платформ Linux, macOS, Windows, с 2018 — PlayStation 4, Xbox One и Nintendo Switch.

## Геймплей
Shining Force II — тактическая ролевая игра. Игрок берёт на себя роль лидера команды Shining Force Боуи (Bowie). Помимо участия в сражениях, игрок исследует города и другую местность, общается с людьми, формирует команду и распределяет экипировку. В отличие от предыдущей игры, игрок может свободно посещать локации, где он был ранее, однако основную часть игры по-прежнему составляют сражения. В одном из городов находится штаб, где игрок может поговорить с каждым союзником и посмотреть его статус. Путешествуя по миру, игрок также находит сокровища и взаимодействует с ключевыми объектами.
Каждый союзник представлен как персонаж с собственной историей и характером. Некоторые из героев скрыты, и для того, чтобы они присоединились к отряду, необходимо выполнить определённые действия. Каждый персонаж имеет класс, который определяет его способности к использованию различных видов оружия и владению магическими заклинаниями. Сражаясь с врагами и выполняя иные действия, персонажи становятся сильнее, набирая очки опыта и повышая свой уровень. По достижении 20 уровня игрок может повысить персонажа до более высокого класса. Некоторые персонажи имеют возможность быть переведёнными в один из двух возможных классов, при этом один из них доступен только при наличии особого предмета. Всего доступно 30 игровых персонажей.
В боях пространство представляет собой квадратную сетку, где каждый персонаж занимает один квадрат. Бои в игре пошаговые. Во время хода персонаж может двигаться и выполнить одно действие: атаковать, использовать магию или предмет. Отдельные команды, такие как экипировка или выброс предмета, не считаются действиями.
Бой считается выигранным, если все враги уничтожены, или уничтожен командир вражеского отряда. Если Боуи будет уничтожен или отступит, бой считается проигранным, а игрок оказывается в ближайшем городе, где может восстановить команду и снова вступить в бой.

## Сюжет
Действие игры начинается тёмной и дождливой ночью. Король Гранзиль и его министр охраняют Башню Древних, внутри которой было магически запечатано спящее зло, известное как Зеон, Король Дьяволов. Тем временем в святыню к югу от замка проникает вор Слейд и невольно разрушает магическую печать, украв два драгоценных камня (Света и Тьмы) и освободив Зеона. Раздаётся сильный раскат молнии, и дверь в Башню Древних открывается, что тревожит министра и короля.
На короля нападает дьявол Гешп (один из главных антагонистов игры). На следующее утро жители города узнают, что король болен, а дверь в башню открыта. Сэр Астраль и Боуи вместе с целительницей Сарой и кентавром Честером отправляются расследовать произошедшее и идут в башню.
В башне они сталкиваются с дьяволами «Гизмо» и вступают в схватку с ними. После победы лидер дьяволов улетает, чтобы завладеть телом короля. Астраль и Боуи возвращаются к королю, но тот уже одержим дьяволом. Астраль изгоняет демона, однако тому снова удаётся улететь. Министр отправляет вслед за ним отряд солдат.
Вскоре становится очевидной вся опасность открытой двери. Боуи и его друзья начинают борьбу против армий Зеона и отправляются на поиски Святого Меча и украденных драгоценных камней, чтобы снова запечатать Короля Дьяволов.

## Связь с другими играми серии Shining
Действие игры Shining Force II происходит спустя 40-70 лет после событий Shining Force Gaiden: Final Conflict на тех же землях — Пармеции и Грансе. Главным антагонистом является Зеон — дьявол, который помог уничтожить Дарксола в игре Final Conflict. В игре также объясняется, как началась вражда Зеона и Дарксола. Последователь Зеона по имени Оддай также играет одну из главных ролей и в конце игры погибает.
Население нынешнего города Гранзиль было сформировано в конце Final Conflict. Хоуэлл всё ещё живёт в городе, который он основал, а один из его детей, а именно Чаз, впоследствии присоединяется к команде игрока. Хоуэлл также делится информацией о лидерах дьяволов, которую он собирал в Final Conflict, а его ученик Казин также присоединяется к команде. Боги Вулканон и Митула также играют здесь особую роль. Артефакты из Final Conflict, Караван и Корабль Назка, присутствуют и в Shining Force II, а из монстров вновь появляется Кракен, терроризирующий окрестные земли.
В игре Shining Wisdom также прослеживается связь с Shining Force II. Сара и Казин (в переводе Working Designs — Сала и Парн) стали странствующими компаньонами, а Пармецианская война несколько раз упоминается в Shining Wisdom.

## Ошибки перевода
Наиболее заметной ошибкой в английском переводе являются имена Королей Дьяволов: Дарк Сол, Тёмный дракон и Зеон. По заявлению Ясухиро Тагути, принимавшего участие в создании игры, их настоящие имена: Дарксол, Люцифер и Зеон. Биографии Дарксола и Тёмного дракона, написанные для Shining Force II, идут вразрез с играми Shining in the Darkness and Shining Force, где эти персонажи являлись главными злодеями.
Из-за ошибок в переводе в английских версиях Shining Force I и II возникают некоторые противоречия, а именно:
1. В Shining Force I рассказывается, что Тёмный дракон является созданием древних цивилизаций, а вовсе не дьяволом.[13][16]
2. В Shining Force I Дарксол пытается воскресить Тёмного дракона,[16] тогда как в Shining Force II говорится, что все три Короля Дьяволов являются заклятыми врагами.[14]

## История создания
Хотя игра стала шестой по счёту в популярной серии Shining, компания Sega выделила на её создание те же средства, что и на Shining in the Darkness. Продюсер и программист игры Хироюки Такахаси в интервью 2009 года отметил:

Мы тогда находились в очень непростом положении, так как понимали, что если не сможем создать новый хит, будущее серии обречено на провал.

В результате многие разработчики ушли из компании, и на их место пришёл новый коллектив для создания Shining Force II.
Хироюки Такахаси подытожил, что создание игры Shining Force II «было своего рода экспериментом, разработчики усовершенствовали сюжет и повысили элемент ролевой игры».

## Критика
| Сводный рейтинг | Сводный рейтинг |
| Агрегатор       | Оценка          |
| --------------- | --------------- |
| GameRankings    | 88,55 %         |

Shining Force II продолжала оставаться популярной игрой, её рейтинг на сайте GameRankings, основанный на 10 рецензиях, составил 88,55 %. В списке «100 лучших игр всех времён» по версии IGN игра занимала 79-е (2005) и 48-е (2007) места. Лукас М. Томас в обзоре от IGN отметил значительные улучшения по сравнению с первой игрой Shining Force, касающиеся графического оформления и системы инвентаря. Он назвал Shining Force II «отличной стратегической ролевой игрой», которая способна увлечь игрока на длительное время. Майк Вейганд в рецензии Electronic Gaming Monthly назвал игру достойным продолжением первой части, отметив бо́льшее пространство для исследований и увеличившееся количество персонажей. По его мнению, Shining Force II должна понравиться поклонникам первой части и любителям ролевых игр в целом. Схожее мнение высказал и Ден Уайтхэд на сайте Eurogamer.
Дамьен Макферран в рецензии Nintendo Life также говорил о значительном улучшении ключевых элементов предыдущей игры, которые делают Shining Force II довольно привлекательной. В частности, сообщалось о заметном улучшении графического оформления — отмечалась высокая детализация карт сражений и достойная анимация персонажей. Рецензент посчитал, что звуковое сопровождение по сравнению с прошлой игрой практически не изменилось, однако положительно отозвался о музыке. По мнению обозревателя, возможность повышения персонажей до более высокого уровня придаёт игре реиграбельность. В итоге было сказано, что Shining Force II не предлагает ничего нового, а фактически является расширенной версией первой части.